# Ève, Oise

Ève este o comună în departamentul Oise, Franța. În 1 ianuarie 2022 avea o populație de 415 de locuitori.